# Psychotria johnsonii
Psychotria johnsonii är en måreväxtart som beskrevs av Joseph Dalton Hooker. Psychotria johnsonii ingår i släktet Psychotria och familjen måreväxter. Inga underarter finns listade i Catalogue of Life.